# Asticta recta
Asticta recta là một loài bướm đêm trong họ Erebidae.